# Love Is a Four Letter Word
Love Is a Four Letter Word è il quarto album del cantautore statunitense Jason Mraz, pubblicato il 13 aprile 2012 dall'Atlantic Records. I Won't Give Up è stato pubblicato come primo singolo anteprima dell'album il 3 gennaio 2012.

## Sfondo
Nel novembre 2009 Mraz postò sulla sua pagina di My Space la notizia della sua registrazione in studio del suo nuovo album annunciando che in sei mesi l'album sarebbe stato completato.
L'8 dicembre 2011 il cantautore annuncio in un'intervista a Billboard che l'album era pronto per la pubblicazione e il 20 gennaio 2012 Mraz annunciò al pubblico durante una performance live il titolo del suo album.

## Tracce
1. The Freedom Song – 3:59 (Luc Reynaud)
2. Living in the Moment – 3:55 (Jason Mraz, Rick Nowels)
3. The Woman I Love – 3:10 (Mraz, David Hodges)
4. I Won't Give Up – 4:00 (Mraz, Michael Natter)
5. 5/6 – 5:57 (Mraz, Natter)
6. Everything Is Sound – 4:45 (Mraz, Tyler Phillips, Matt Hales, Mike Daly, Martin Terefe)
7. 93 Million Miles – 3:36 (Mraz, Natter, Daly)
8. Frank D. Fixer – 4:45 (Mraz, Martin Terefe, Sacha Skarbek)
9. Who's Thinking About You Now? – 4:47 (Mraz, Eric Hinojosa)
10. In Your Hands – 4:51 (Mraz)
11. Be Honest (feat. Inara George) – 3:25 (Mraz, Natter)
12. The World as I See It – 3:59 (Mraz, Rick Nowels)
13. I'm Coming Over (Hidden Track) (Album Only) – 4:29 (Mraz, Daly)

## Critica
L'album ha ricevuto subito una critica positiva. Il Metacritic ha dato un punteggio di 63 punti basato su 10 recensioni, mentre Stephen Thomas Erlewine di AllMusic dà all'album un punteggio di 4\5 stelle scrivendo che "Mraz si spinge verso nuovi territori creando una musica molto seducente".
Il The Guardian si complimenta con le canzoni di Mraz scrivendo che "le sue parole toccano generi così diversi da dimostrare quanto sia un cantautore di spicco".
Rolling Stone attribuisce 3 stelle su 5 all'album scrivendo che Mraz, "forse ispirato dal precedente inno reggae I'm Yours, ha aggiunto un'ossatura più internazionale al suo folk-pop".

## Successo commerciale
Nel Regno Unito l'album ha debuttato in seconda posizione nell'Official Albums Chart dietro all'album 21 di Adele con un margine di 44 copie. Fino a giugno 2012 negli Stati Uniti ha venduto quasi 300,000 copie, mentre il singolo I Won't Give Up fino ad ora a raggiunto le 500,000 copie raggiungendo presto i vertici di iTunes US nelle categorie “Top Songs” e “Top Pop Songs”.

## Classifiche
| Classifica (2012) | Posizione massima |
| ----------------- | ----------------- |
| Australia         | 23                |
| Austria           | 6                 |
| Belgio (Fiandre)  | 22                |
| Belgio (Vallonia) | 24                |
| Canada            | 1                 |
| Danimarca         | 15                |
| Francia           | 15                |
| Germania          | 12                |
| Italia            | 70                |
| Norvegia          | 10                |
| Paesi Bassi       | 2                 |
| Portogallo        | 29                |
| Regno Unito       | 2                 |
| Spagna            | 15                |
| Stati Uniti       | 2                 |
| Svizzera          | 4                 |